# Museo de Artes y Oficios (París)
El Museo de Artes y Oficios (en francés, Musée des Arts et Métiers) es un museo de París, Francia, dedicado al desarrollo industrial y científico, que alberga la famosa colección del Conservatoire national des arts et métier (Conservatorio nacional de artes y oficios) de instrumentos tecnológicos e inventos científicos. El museo, declarado Museo de Francia 2002 (Musée de France), cuenta con más de 80 000 objetos (incluyendo 20 000 fotos y 2400 inventos) y 15 000 dibujos técnicos, de los que 2500 están exhibidos y los demás conservados en el repositorio del museo en Saint-Denis.

## Descripción
El Museo de Artes y Oficios es uno de los museos principales del país, con carácter estatal, que opera bajo la tutela del Ministerio de Educación Superior e Investigación francés. Se suele considerar que fue fundado al mismo tiempo que el Conservatorio Nacional de Artes y Oficios, en 1794. Dicho conservatorio fue originalmente concebido para capacitar a ingenieros y técnicos a través de demostraciones con objetos científicos y técnicas aplicadas. El museo conserva todos los artefactos, máquinas, modelos y dibujos (desde esbozos a gráficos) que se crearon, fabricaron o utilizaron durante los siglos XIX y XX. A día de hoy sigue actualizándose con nuevas piezas gracias a la labor realizada por el Centro Nacional para la Conservación del Patrimonio Científico y Técnico Contemporáneo que fue cedido al museo por el ministerio de educación en 2003.

## Situación e historia

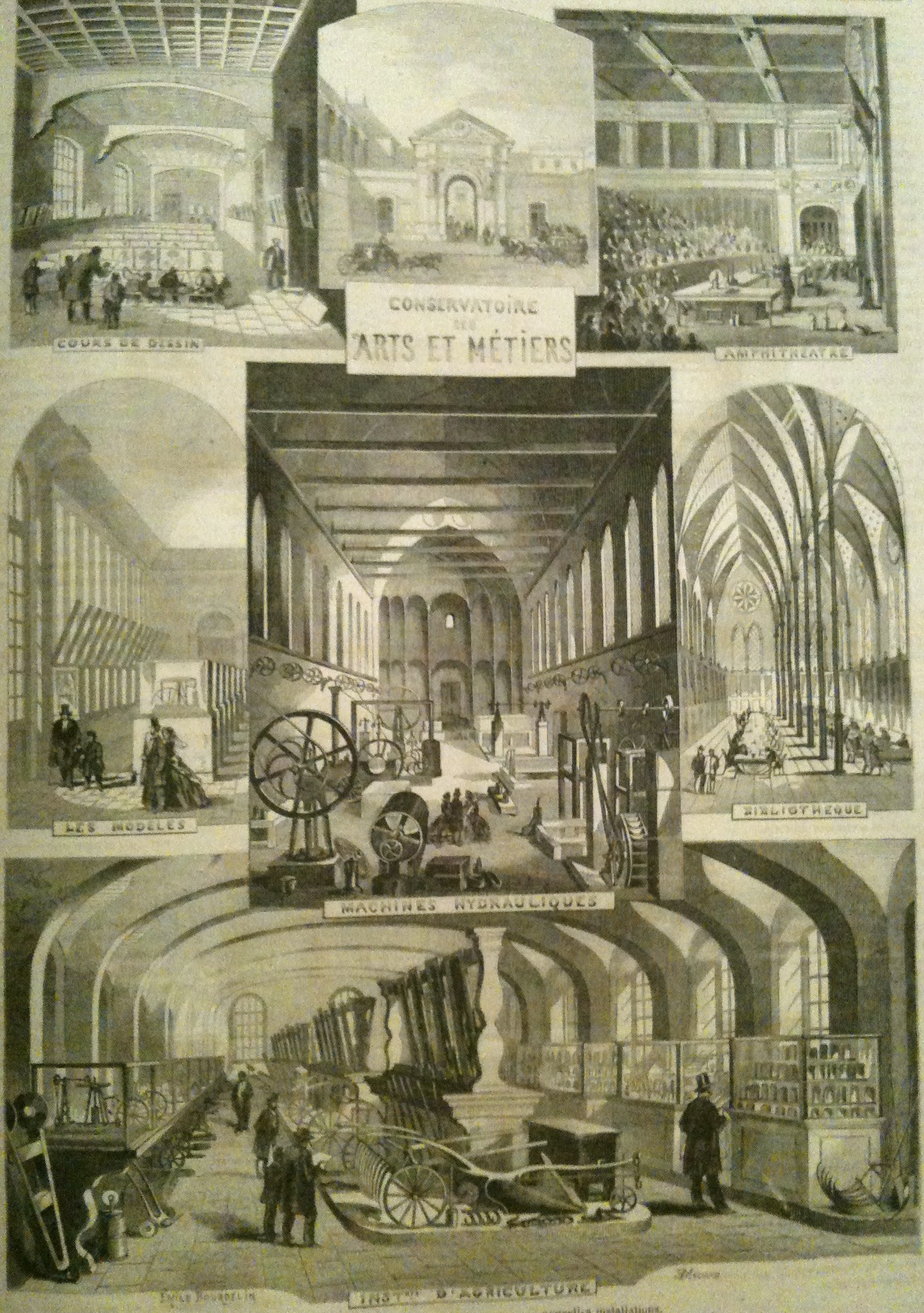
Representación en collage del Conservatoire nationale des arts et métiers, 1863

El Museo de Artes y Oficios ocupa los edificios del Priorato de Saint-Martin-des-Champs, un antiguo conjunto arquitectónico cedido al Conservatorio en 1798, ocupando los espacios donde se alojaban los monjes de la comunidad, así como la antigua iglesia del priorato. El complejo fue reformado en gran parte durante la Monarquía de Julio y bajo el Segundo Imperio, con una decoración neogótica que adorna la nave y el coro de la iglesia.
Las primeras colecciones se juntaron por iniciativa del ingeniero e inventor Jacques de Vaucanson, quien en 1752 instaló un taller en el Hôtel de Mortagne, en París, donde daba demostraciones haciendo uso de prototipos diseñados y construidos por él mismo, como sus famosos autómatas. Algunos de ellos, como el molino de seda y el telar automatizado, se encuentran entre los objetos más antiguos del inventario del museo. Durante la revolución francesa, se promovió la difusión del conocimiento anteriormente reservado a las élites mediante la puesta a disposición de todos los ciudadanos de colecciones científicas y técnicas. A tal fin, el recién creado Conservatorio de Artes y Oficios reuniría las distintas colecciones aristocráticas de los «gabinetes de física» y de la antigua Real Academia de las Ciencias.

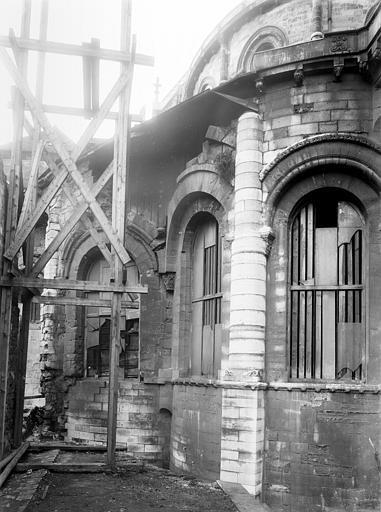
Abadía de Saint-Martin-des-Champs durante su restauración

Las galerías del museo abrieron sus puertas por primera vez en mayo de 1802, con una idea novedosa: guías internos que explicarían a los visitantes el funcionamiento de los instrumentos. La colección fue actualizada regularmente a través de exposiciones nacionales de productos de la industria local, y a veces hasta exposiciones fuera de Francia. La creación de un laboratorio mecánico experimental a mediados de la década de 1850, la instalación de la Sala de Máquinas en Movimiento en la antigua iglesia prioral y el desarrollo de cátedras de enseñanza técnica le darían a la institución la oportunidad de ampliar el alcance de sus colecciones.
Entre los objetos que iban agregándose a las colecciones del museo figuraban instrumentos de medición, cada vez más precisos, y piezas que atestiguaban las mejoras industriales a lo largo de las décadas (papelería, textil, pirotécnica, ingeniería civil, impresión, fotografía, cinematografía, telegrafía, radiodifusión, electricidad, ferrocarriles o aeronáutica, entre otras). A principios del siglo XX, la institución ya albergaba una sección para la prevención de riesgos laborales, a la vez que le fue cedida la Oficina Nacional de Propiedad Industrial. Transformado en un museo de rango nacional a finales de la década de 1950, bajo el auspicio del historiador de la ciencia Maurice Daumas, el Museo de Artes y Oficios llegaría a conservar y exhibir todos los avances industriales de los siglos XIX y XX.
Sin embargo, durante una época el museo cobró cierta irrelevancia, debido a la cual a partir de 1992 pasa por una amplia renovación, que incluye la adición de la abadía adyacente, un proceso que duraría hasta finales de los años 1990. El proyecto incluyó una amplia labor de reconstrucción de las colecciones, recuperación del inventario y estudio de las obras. Así mismo, se modernizaron los edificios y se desplazó a todas las colecciones no exhibidas o las que requieren conservación especial de su sitio de almacenaje en el ático del museo a unas modernas instalaciones en Saint-Denis.
Los edificios antiguos del Real Priorato han sido clasificados como monumentos históricos a partir de 15 de marzo de 1993.

## Exhibición y colecciones
Las piezas exhibidas están distribuidas en una superficie de 6000 metros cuadrados, en tres plantas, además de la abadía. Algunas de las más emblemáticas son la versión original del péndulo de Foucault, el fardier à vapeur de Nicolas Cugnot, el modelo original de la estatua de la libertad de Frédéric Auguste Bartholdi, algunos de los primeros planos de Clément Ader y Louis Blériot, la Pascalina de Blaise Pascal, el laboratorio de Lavoiser y algunos de los primeros aeroplanos (el Aquilón de Clément Ader, el Blériot XI de Louis Blériot, etc.), entre otros.

Piezas destacadas del museo
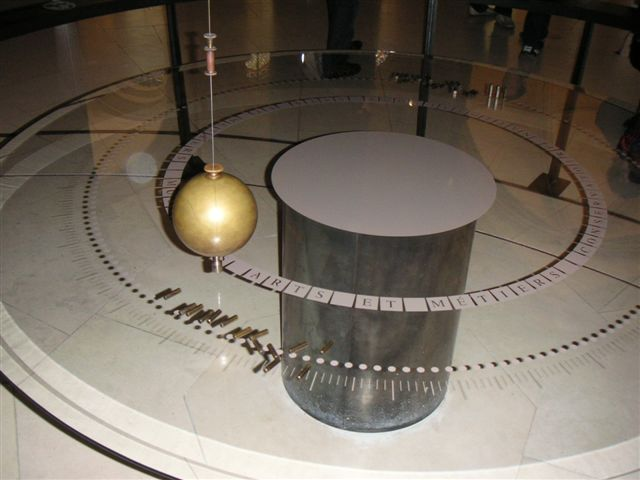
El péndulo de Foucault
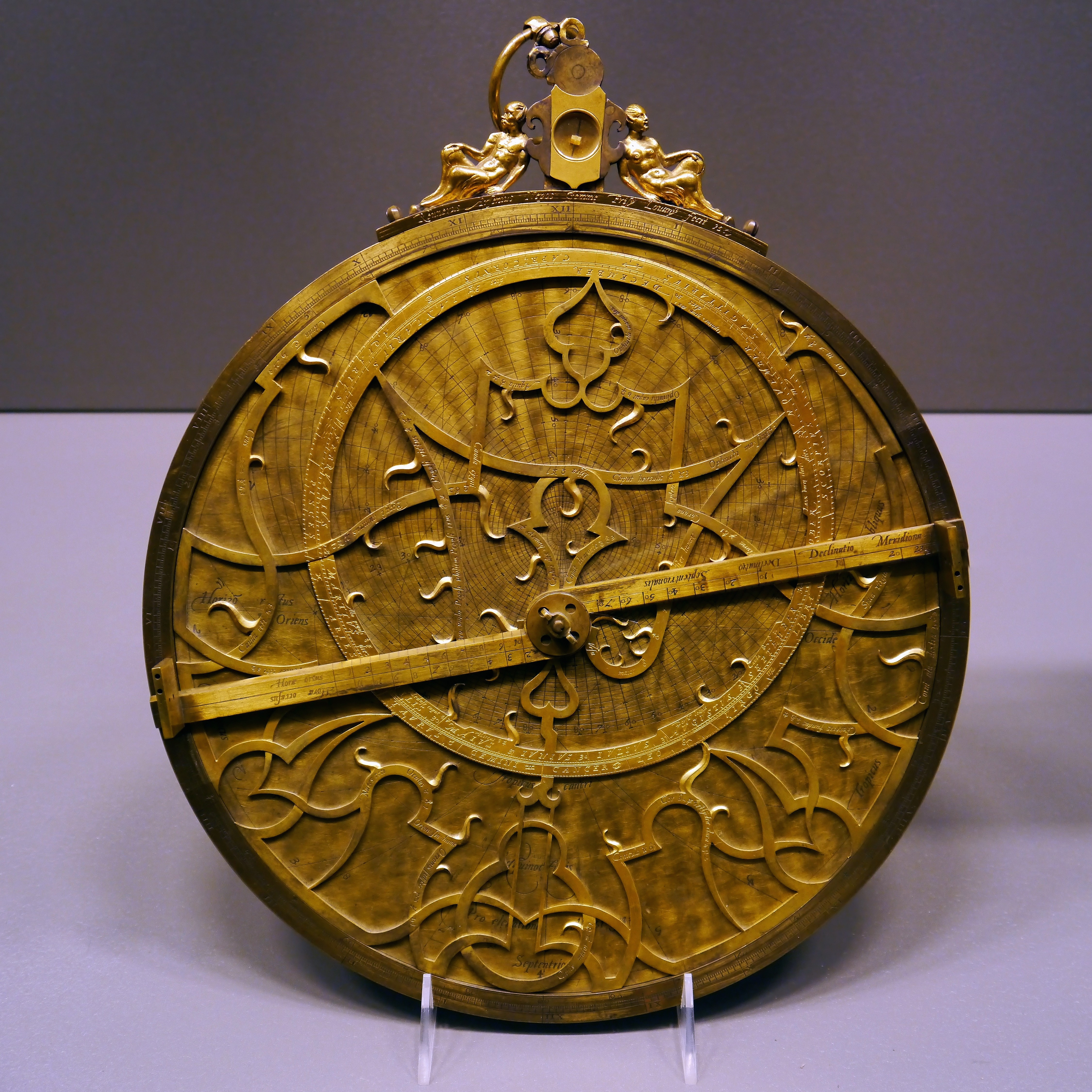
El astrolabio de Rennerus Arsenius
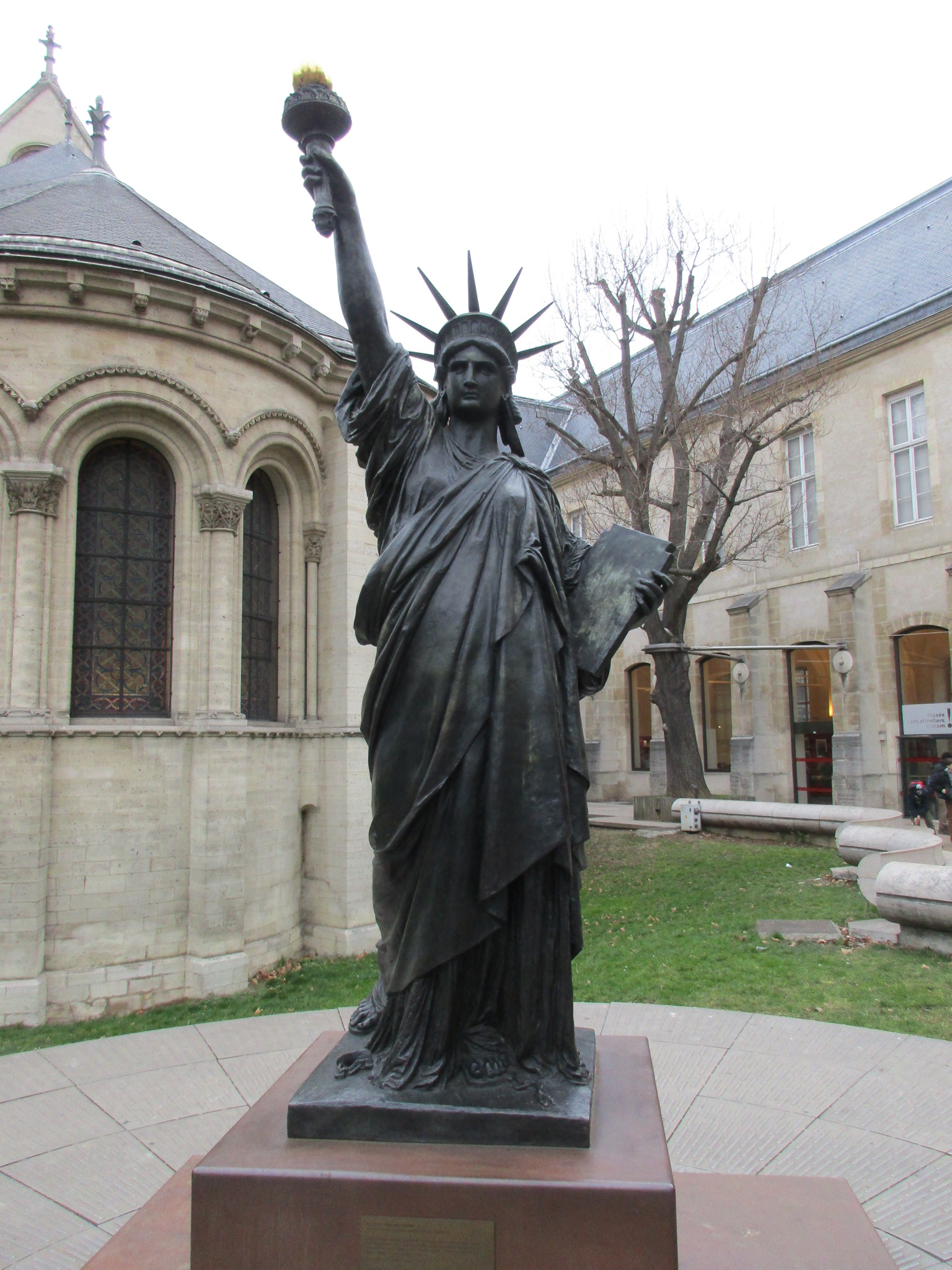
Modelo original de la Estatua de la Libertad
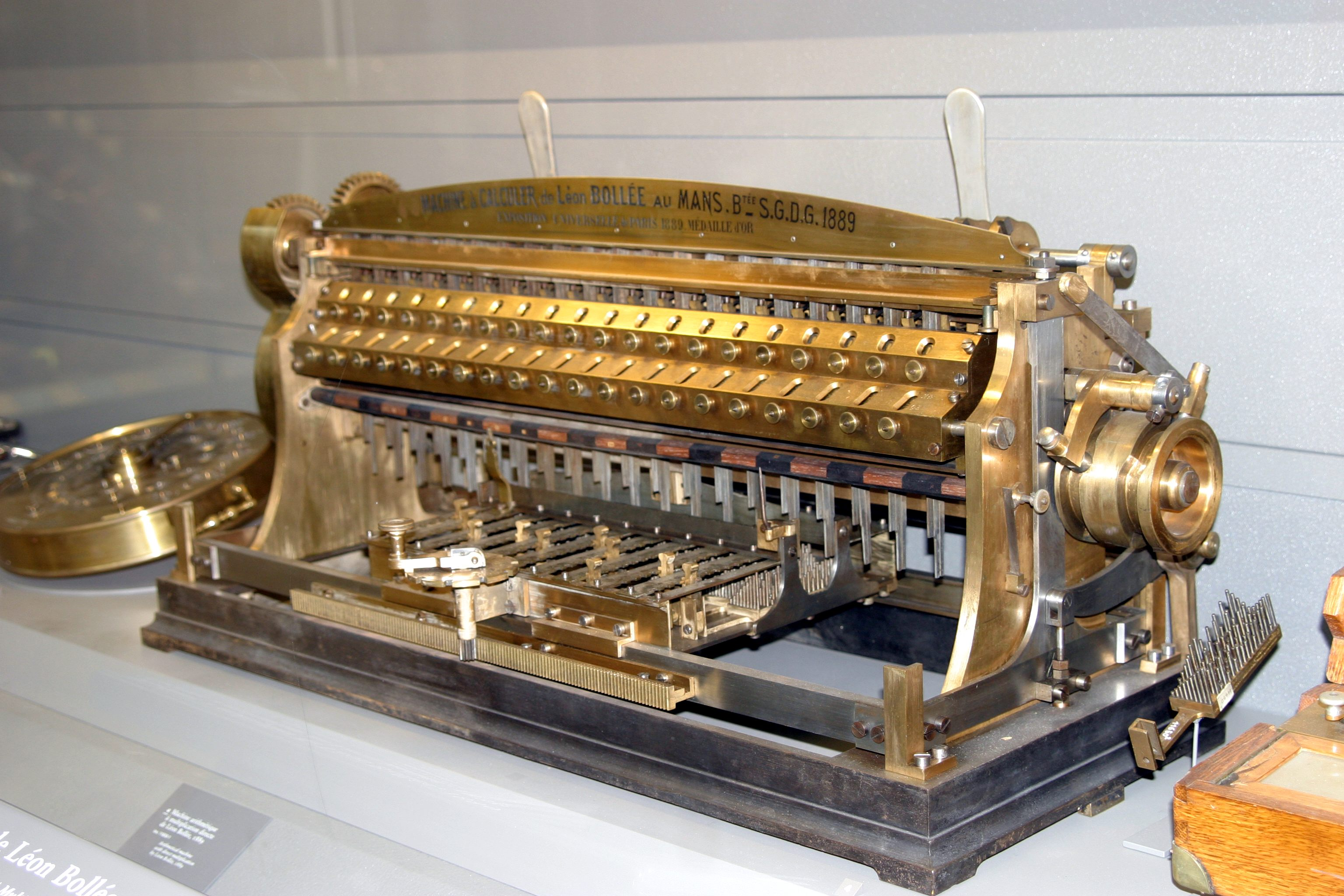
La calculadora mecánica de Léon Bollée
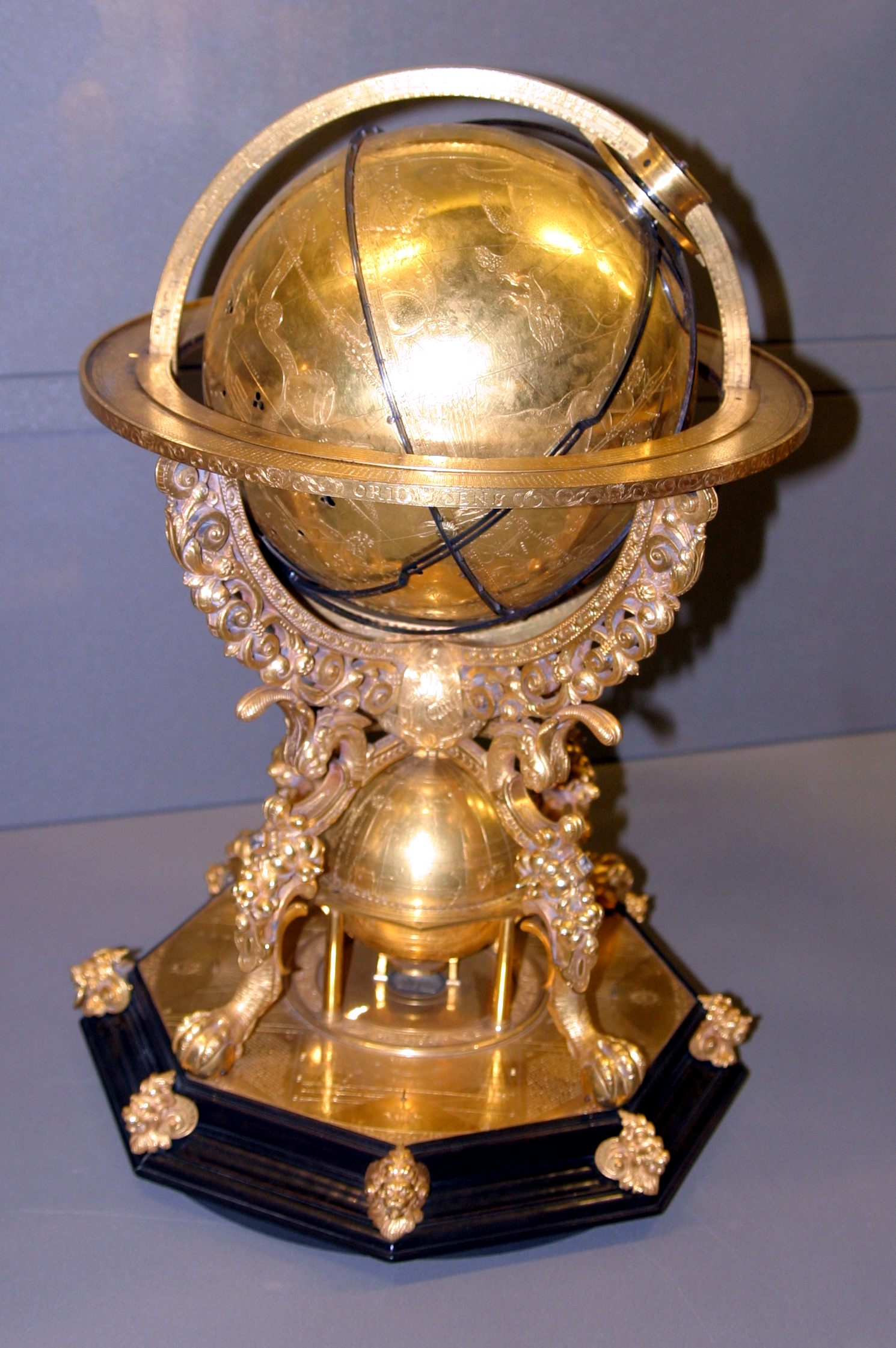
Globo celeste de Joost Bürgi
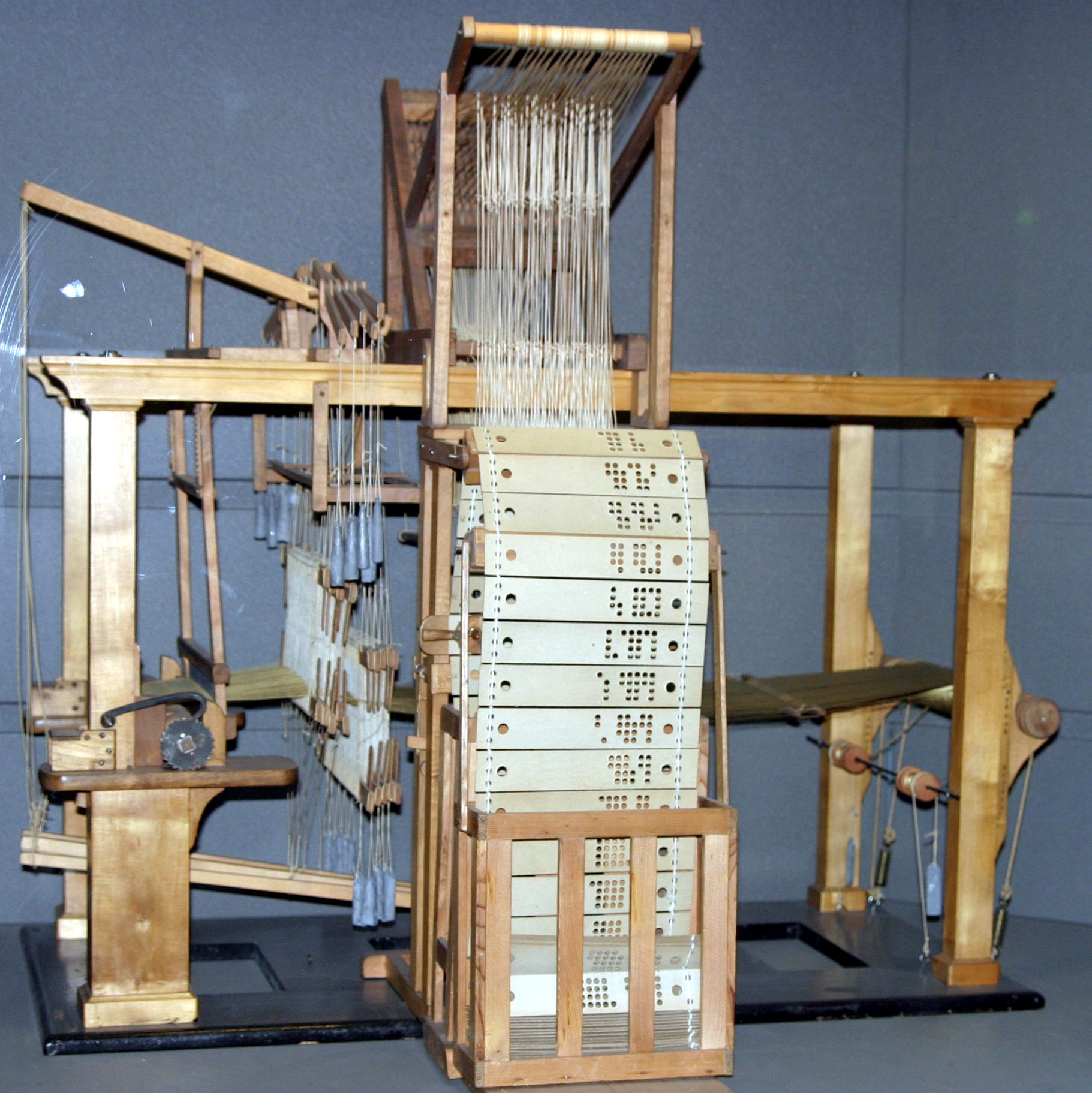
Maqueta del telar de Jacquard
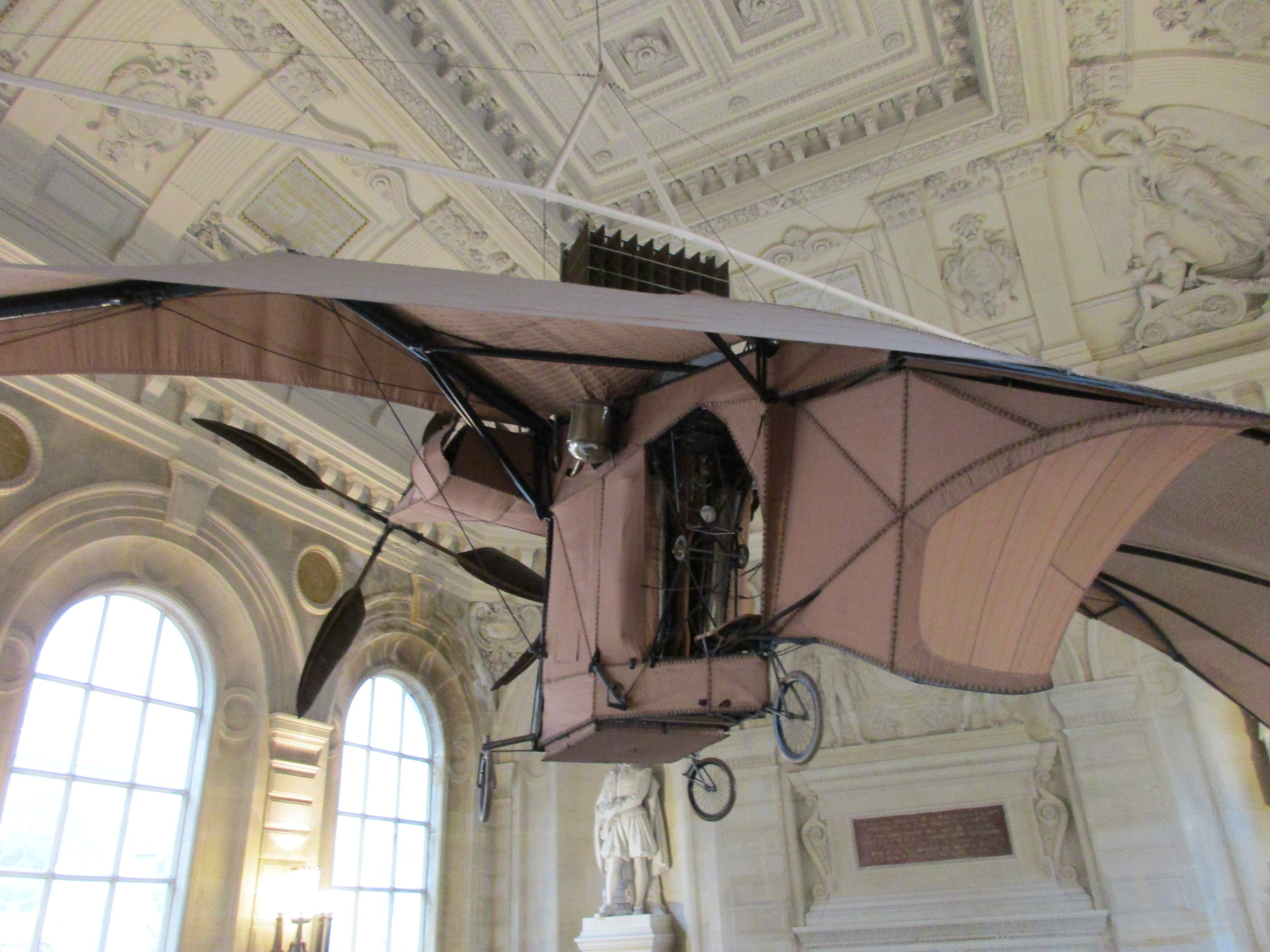
El Aquilón (Avion III) de Clément Ader

La exhibición está dividida en varias colecciones, organizadas según temática:
Planta baja
- Transporte

Primera planta
- Energía
- Mecánica
- Arquitectura
- Comunicación

Segunda planta
- Instrumentos científicos
- Materiales

Antigua iglesia del priorato

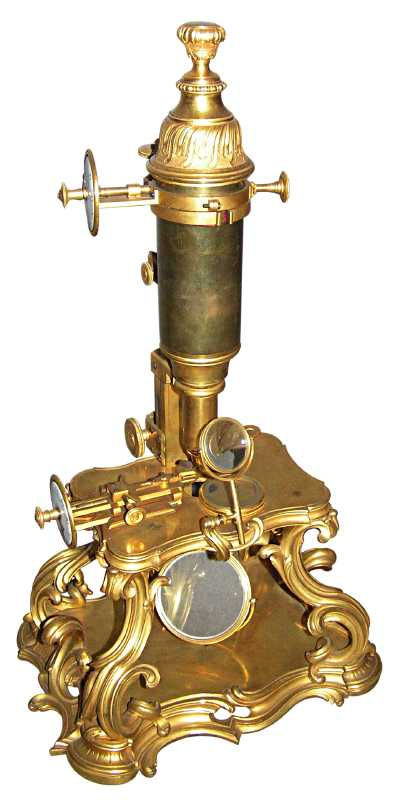
Microscopio compuesto fabricado hacia 1751 por Magny.

- El péndulo de Foucault (según Umberto Eco en su libro Il pendolo di Foucault, la pieza estrella de la exposición)
- Muestras de coches y aeroplanos
- Algunos otros monumentos de tamaño mayor

Vehículos, maquinaría e imprenta
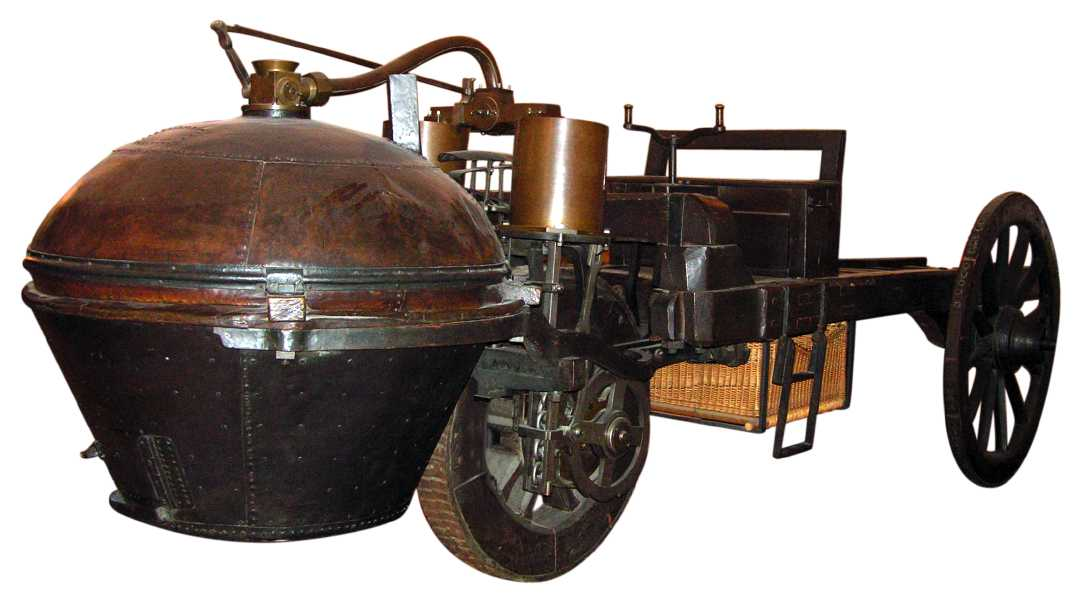
El Fardier de Cugnot
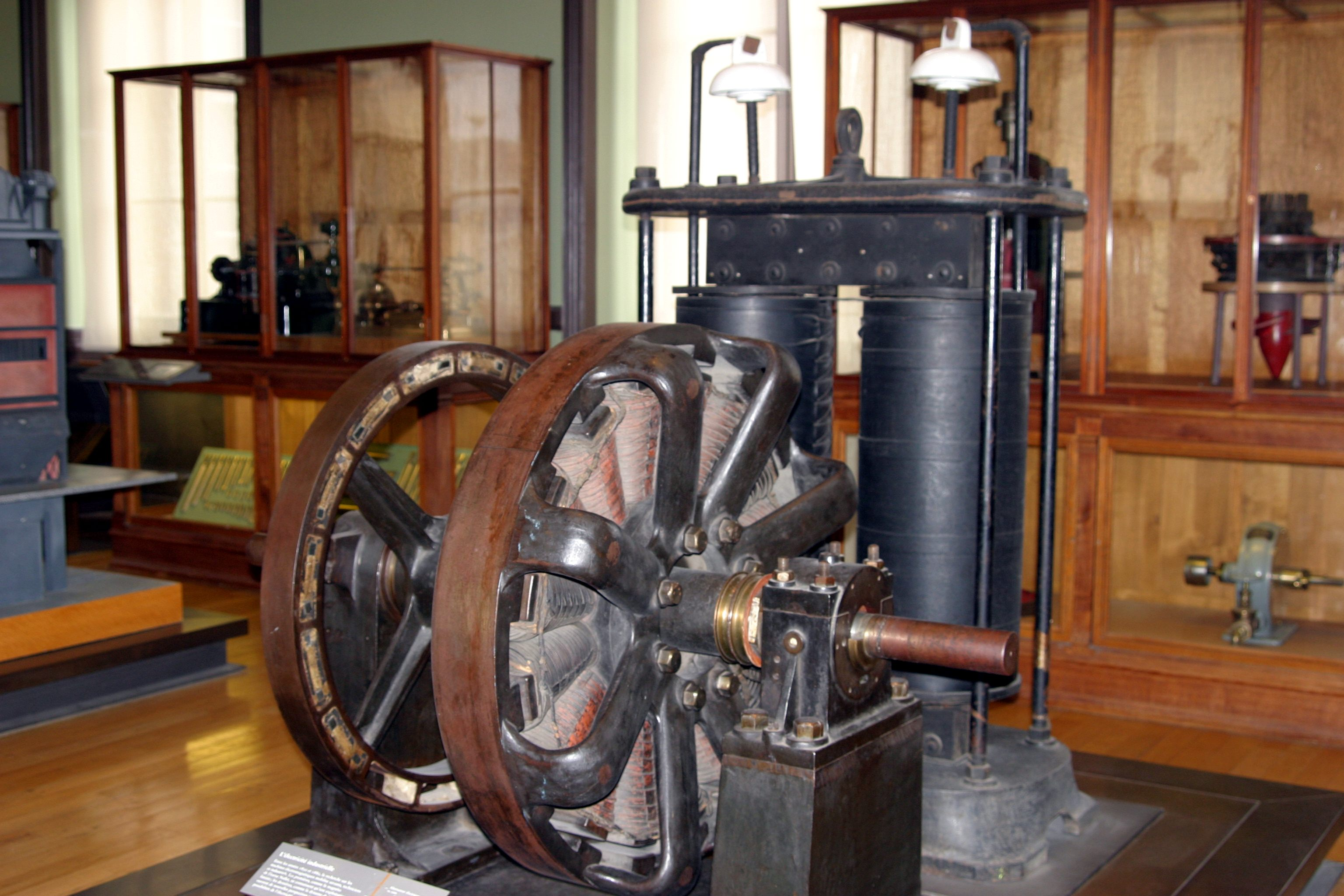
Turbina hidroeléctrica del siglo XIX
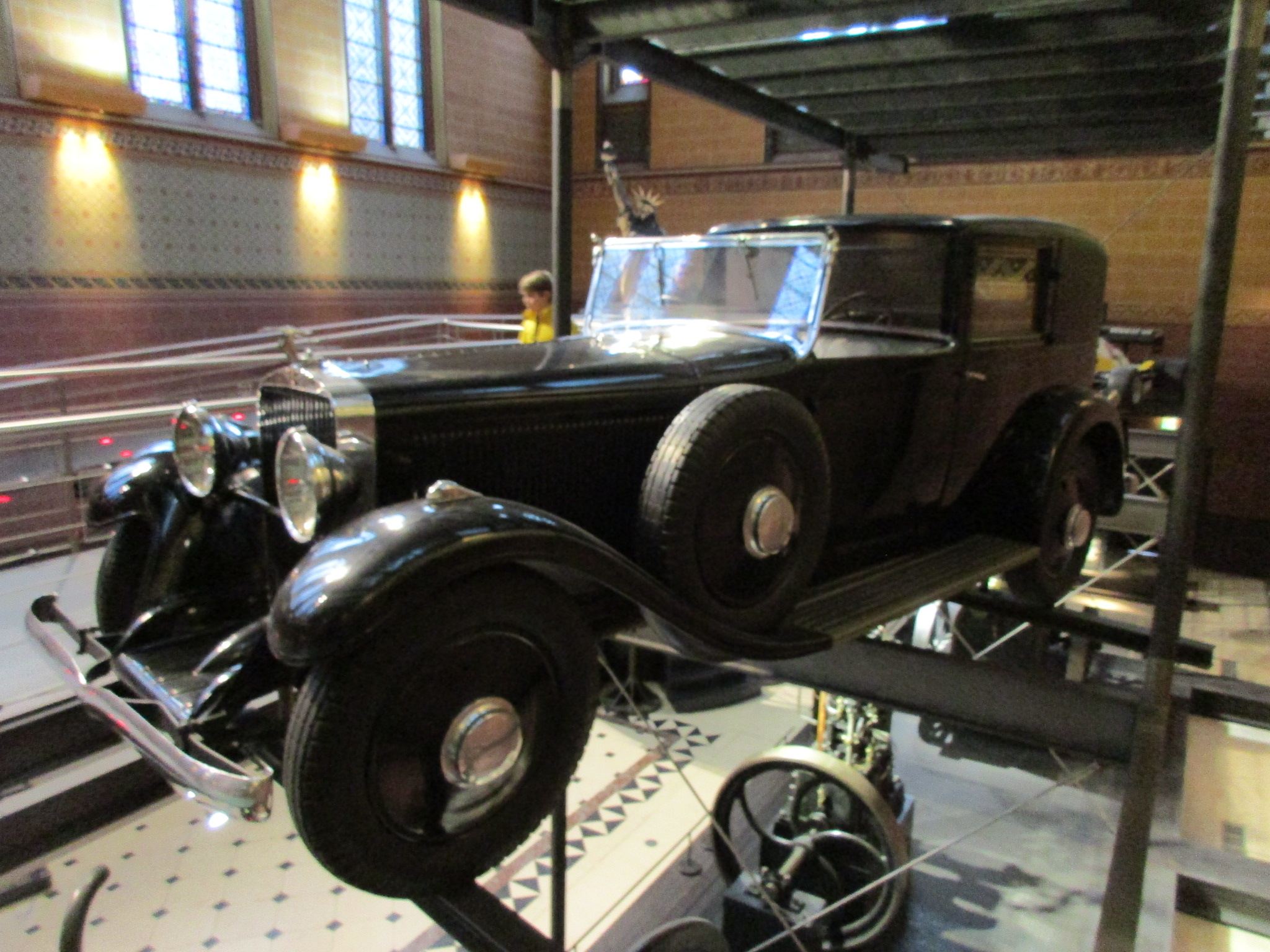
Hispano-Suiza K6 de 1935
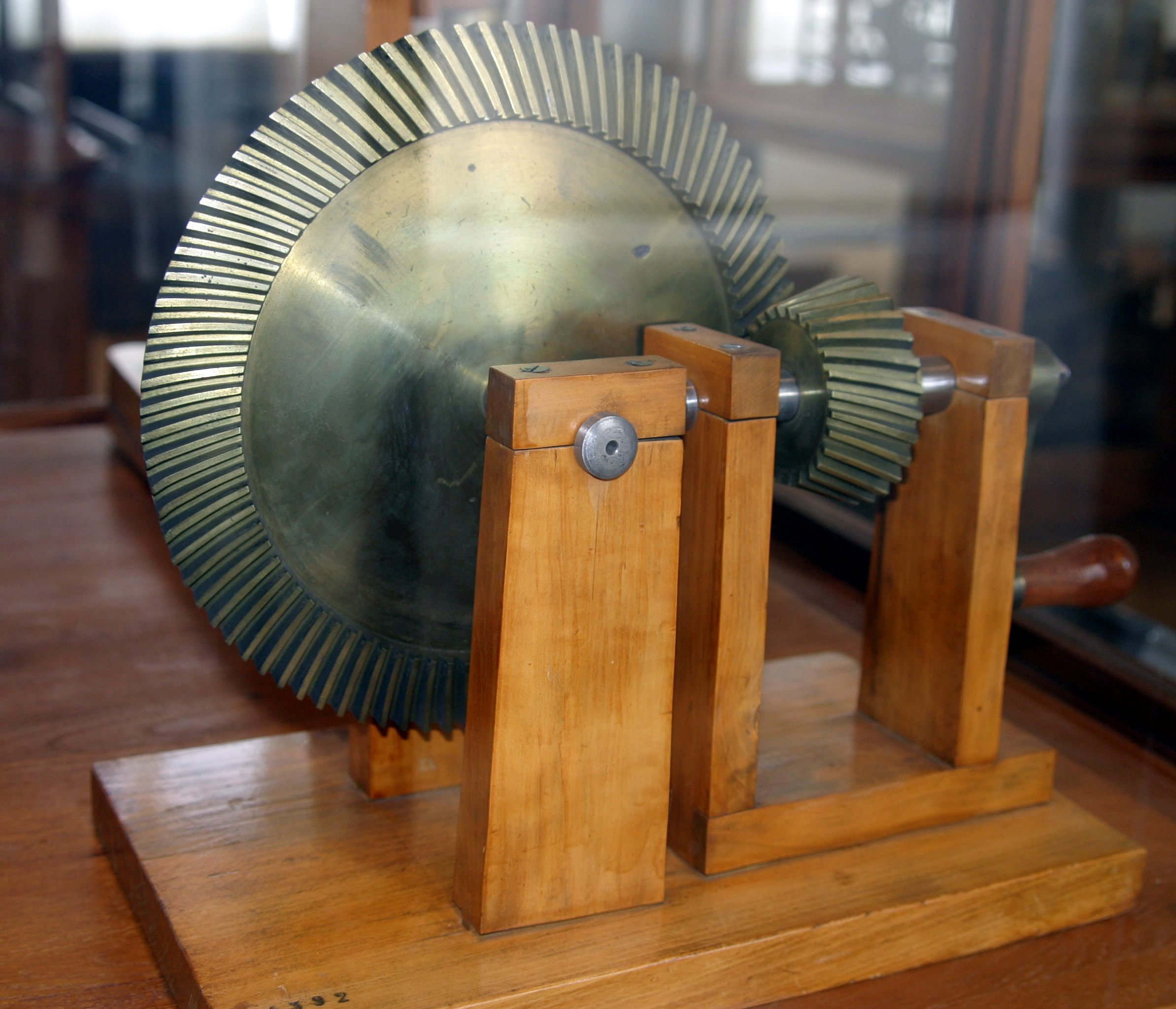
Modelo de engranaje del principios del siglo XX
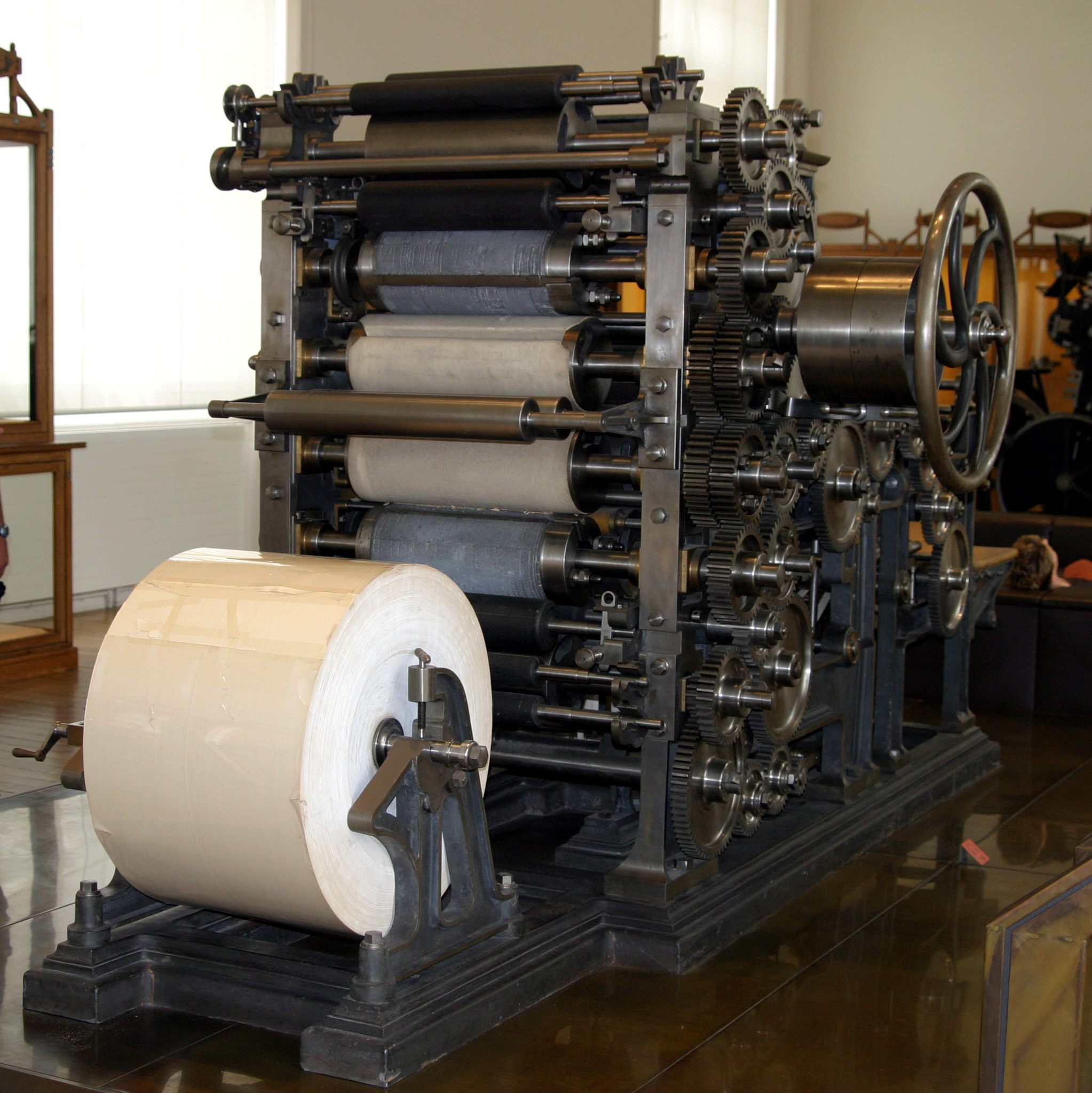
Prensa rotativa de Hippolyte Marinoni
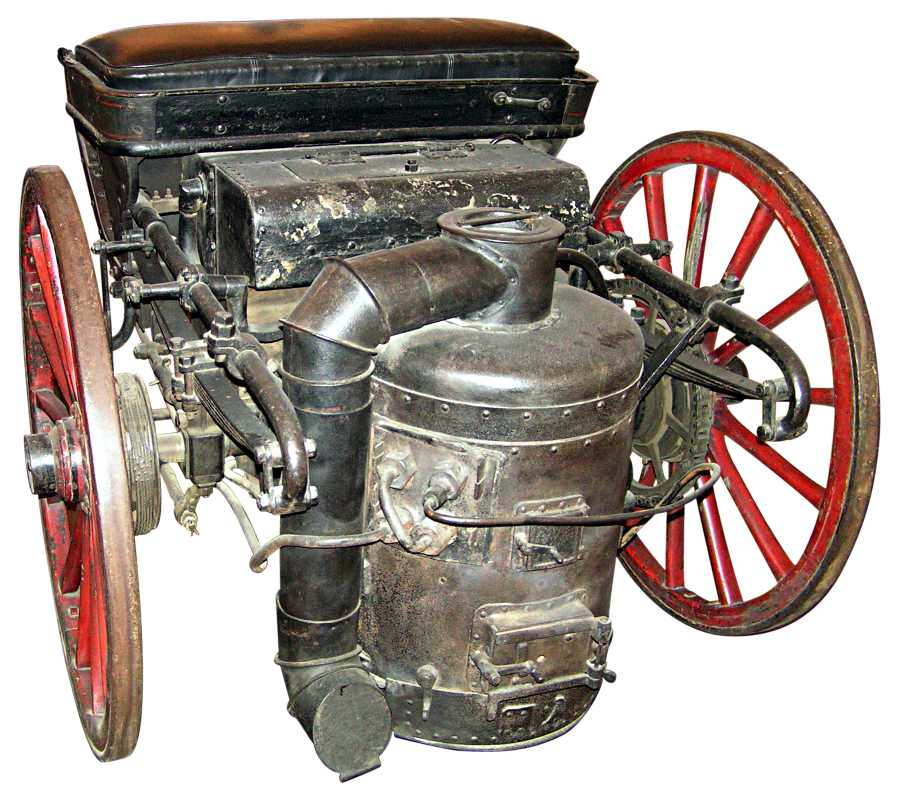
Motor trasero de Léon Serpollet (1888)
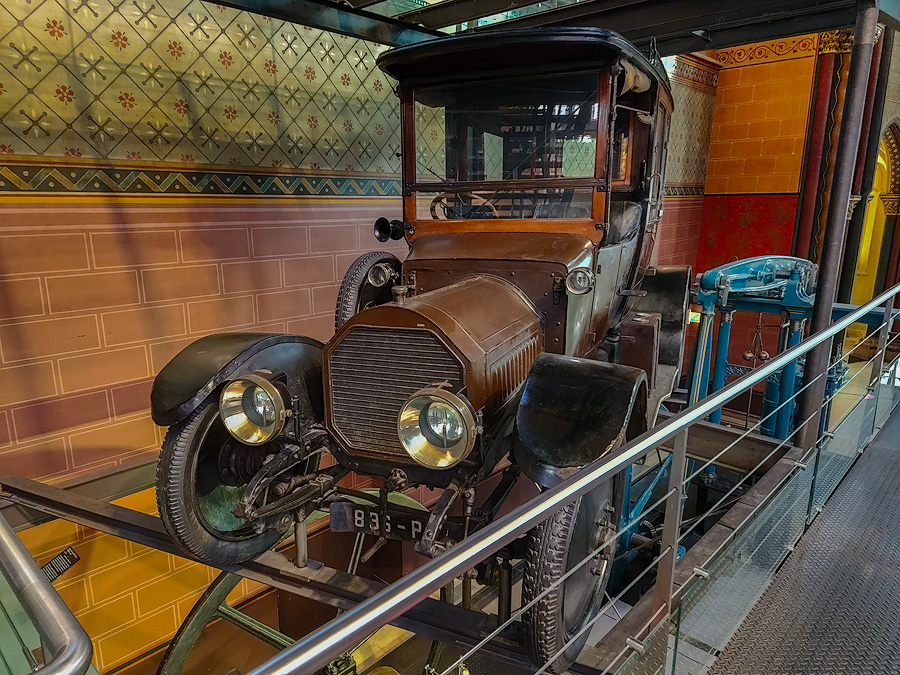
Peugeot 1909 en el Musée des Arts et Métiers